# Lumidee
Lumidee Cedeño, artiestennaam Lumidee (New York, 24 augustus 1984), is een Amerikaanse r&b-zangeres.

## Biografie
Lumidee groeide op in Spanish Harlem in New York. Vanaf het moment dat haar vader overleed in 1995, werden zij en haar twee broers en zussen door haar grootouders opgevoed. Gefascineerd door artiesten als Salt-n-Pepa begon ze op haar 12de met rappen. Later liet ze zich beïnvloeden door onder meer Lauryn Hill en Missy Elliott. Ze scoorde in 2003 een #1-hit met Never Leave You (Uh Oooh, Uh Oooh). In 2005 was haar tweede top 3 hit binnen; Sientelo, een reggaeton nummer. Hierna volgende het nummer Dance!, een samenwerking met Fatman Scoop en themasong van het wereldkampioenschap voetbal 2006.

## Discografie

### Albums
| Album met eventuele hitnotering(en) in de Nederlandse Album Top 100 | Datum van verschijnen | Datum van binnenkomst | Hoogste positie | Aantal weken | Opmerkingen |
| ------------------------------------------------------------------- | --------------------- | --------------------- | --------------- | ------------ | ----------- |
| Almost famous                                                       | 2003                  | 30-08-2003            | 37              | 4            |             |
| Unexpected                                                          | 2007                  | -                     |                 |              |             |

### Singles
| Single met eventuele hitnotering(en) in de Nederlandse Top 40 | Datum van verschijnen | Datum van binnenkomst | Hoogste positie | Aantal weken | Opmerkingen                               |
| ------------------------------------------------------------- | --------------------- | --------------------- | --------------- | ------------ | ----------------------------------------- |
| Never leave you (uh oooh, uh oooh)                            | 2003                  | 09-08-2003            | 1(4wk)          | 12           | met Busta Rhymes & Fabolous / Alarmschijf |
| Sientelo                                                      | 2004                  | 08-01-2005            | 3               | 11           | met Speedy                                |
| Dance!                                                        | 2006                  | 27-05-2006            | tip13           | -            | met Fatman Scoop                          |

| Single met hitnotering(en) in de Vlaamse Ultratop 50 | Datum van verschijnen | Datum van binnenkomst | Hoogste positie | Aantal weken | Opmerkingen                               |
| ---------------------------------------------------- | --------------------- | --------------------- | --------------- | ------------ | ----------------------------------------- |
| Never leave you (uh oooh, uh oooh)                   | 2003                  | 09-08-2003            | 1(1wk)          | 20           | met Busta Rhymes & Fabolous               |
| Crashin' a party                                     | 2003                  | 06-12-2003            | 31              | 8            |                                           |
| Sientelo                                             | 2004                  | 04-12-2004            | 11              | 15           | met Speedy                                |
| She's Like the Wind                                  | 2007                  | 05-05-2007            | 14              | 12           | met Tony Sunshine                         |
| Crazy                                                | 2007                  | 04-08-2007            | 35              | 6            | met Pitbull                               |
| Crazy                                                | 2013                  | 16-02-2013            | tip23           | -            | met Pitbull, Nicola Fasano & Steve Forest |
| Dance! [2013]                                        | 2013                  | 06-07-2013            | tip93*          |              | met Fatman Scoop                          |
| Ring My Bell! [2014]                                 | 2014                  | -                     | -               |              | met Michael Fall                          |